# III Raggruppamento idrovolanti
Il III Raggruppamento idrovolanti era un gruppo di volo del Servizio Aeronautico del Regio Esercito, attivo nella prima guerra mondiale.

## Storia
Il III Raggruppamento idrovolanti di Messina alla fine del 1917 è al comando del Capitano Vincenzo D'Ippolito che dispone delle sezioni FBA Type H di Milazzo, Porto di Palermo, Siracusa, Catania, Giardini-Naxos e Taormina per il Comando dei Servizi per la Regia Marina in Sicilia.
Nell'estate 1918 le sezioni diventano 270ª Squadriglia di Palermo, 280ª Squadriglia di Milazzo, 281ª Squadriglia di Giardini, 282ª Squadriglia di Catania, 283ª Squadriglia di Siracusa e 284ª Squadriglia di Trapani.
D'Ippolito morirà in un incidente a Siracusa il 10 agosto.